# 松田竹太郎
松田 竹太郎（まつだ たけたろう、1887年（明治20年）1月16日 - 1944年（昭和19年）5月8日）は、日本の工学者・海軍軍人。最終階級は、海軍少将。 東京府立工業奨励館・東京商工奨励館館長などを歴任。

## 経歴
統計学者花房直三郎の長男として東京市で生まれる。麹町小学校、府立一中（後の都立日比谷高校）、第一高等学校 (旧制)を経て、1910年東京帝国大学工科大学機械工学科（後の工学部）を卒業。同年、海軍造船中技士（後の海軍造船・造機中尉）に任官し薩摩 (戦艦)乗組員となる。舞海軍工廠付、同造機部副部員、造船監督官、イギリス駐在、呉工廠造機部部員、艦政本部員（第5部）、農商務省事務官などを経て、1927年10月から1929年7月まで、艦政本部造船造兵監督官としてアメリカに駐在した。帰国後、艦政本部出仕などを歴任し、1932年12月海軍造機少将に進級。同年待命、予備役に編入。その後、三菱造船名古屋工場工作機技師、企画院委員などを経て、1942年11月海軍技術少将として海軍に復帰したが、1944年に戦死した。生前は、東京帝国大学工学部講師や海軍大学校教官などを務め、後進の育成にも尽力した。

## 著作
- 『実用機械工学講座』共立社 1935（共著）
- 『旋盤』共立社 1936
- 『工作機械三十年』機械製作資料社 1943
- 『工員指導の要諦』機械製作資料社 1943
- 『最近の研磨盤』紙硯社 1944（監修）
- 『ボール盤作業法』J.W.バリット著 時野谷暢訳 竜吟社 1944（監修）

## 家族・親族
- 祖父は岡山藩士の実業家花房端連。父は統計学者の花房直三郎。叔父に外交官花房義質がいる。